# Mike Stock
Mike Stock (* 3. prosince 1951 Margate, Kent, Velká Británie) je anglický skladatel a producent.
Je znám díky působení v triu Stock, Aitken & Waterman. Pomáhal napsat či ko-produkovat nespočetné množství celosvětových hitů, včetně šestnácti #1 nahrávek ve Velké Británii
V roce 2003 založil novou nahrávací společnost nazvanou Better the Devil Records.
Rovněž sepsal i knihu nazvanou The Hit Factory: The Stock Aitken Waterman Story, která byla publikována na podzim roku 2004.
V roce 2007 obnovil spolupráci se SAW týmem a aktivně dál pokračují v hudebním průmyslu jako skladatelé. Chystají další projekty, které by měly otevřít dveře nové generaci.